# HR 8799 d
HR 8799 d és un planeta extrasolar que s'hi troba a aproximadament 129 anys llum en la constel·lació de Pegàs orbitant l'estrella Lambda Bootis HR 8799. La seva massa és entre 7 i 13 vegades la massa de Júpiter i el seu radi és entre un 20 % i un 30 % major que el de Júpiter. El planeta orbita a una distància mitjana de 24 ua del seu estel, amb una excentricitat de 0,04 i un període orbital de 100 anys. És el planeta més conegut del sistema d'HR 8799. Juntament amb altres dos planetes que orbiten HR 8799, aquest planeta va ser descobert el 13 de novembre de 2008 per Marois et al., usant el Telescopi Keck i l'observatori Gemini en Hawaii. Aquests planetes van ser descoberts usant la tècnica d'imatge directa.

HR 8799 (centre) voltat per HR 8799e (dreta), HR 8799d (inferior esquerra), HR 8799c (superior dreta), HR 8799b (superior esquerra). Observatori W. M. Keck.